# Костури
Костурите (Perca) са род актиноптери от семейство Костурови (Percidae).
Таксонът е описан за пръв път от Карл Линей през 1758 година.

## Видове
- Perca flavescens – Жълт костур
- Perca fluviatilis – Костур
- Perca schrenkii